# Chiloe micropteron
Chiloe micropteron es una especie de avispa parasitoide de la familia Rotoitidae. Es la única especie del género Chiloe; fue descrita por Gibson & Huber en el año 2000 a partir de ejemplares coleccionados en el sur de Chile. El nombre del género alude a que los ejemplares fueron colectados en la isla de Chiloé. El nombre de la especie se refiere al tamaño reducido de las alas.
Las hembras miden alrededor de 0,83 mm y los machos 0,71 mm. 
No se sabe nada de su biología, pero se cree que se alimentan de organismos que viven en el suelo por el hecho de que ambos sexos tienen alas reducidas que no son adecuadas para volar. Además su colección en platos trampas (depositados en el suelo) sugiere que su hábitat es el suelo o la hojarasca.